# ネヴェリスコイ海峡
座標: 北緯52度10分13秒 東経141度36分19秒 / 北緯52.17028度 東経141.60528度

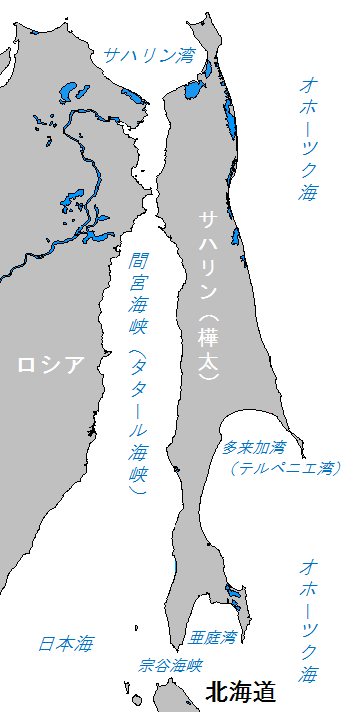
間宮海峡は日本海とオホーツク海をつないでいる

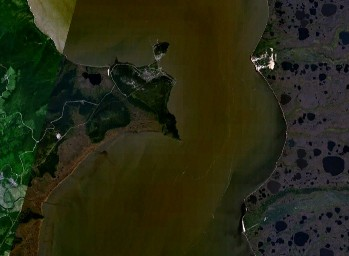
ネヴェリスコイ海峡の衛星写真

ネヴェリスコイ海峡（ネヴェリスコイかいきょう、ロシア語: Пролив Невельского、日本語:黒龍水道）は、ユーラシア大陸と樺太の間にあって、間宮海峡とアムール潟を結んでいる海峡である。

## 概要
全長は56 km、幅はもっとも狭いところで7.3 km、航路の深さは7.2 mである。冬季は結氷し徒歩で対岸に渡航可能。ロシアの侵出前、かつてはウリチなどの先住民族が海峡を跨いで山丹交易を行い、周辺は古くからニヴフ（アイヌは彼らをスメレンクルと呼んだ）の居住地であった。また、この海峡は検討中のサハリントンネルの予定地でもある。

## 名称
ロシア名は、間宮海峡がアムール潟とつながっていて、つまり湾ではなく海峡であるということを1849年に最終的に確認した、ゲンナジー・ネヴェリスコイにちなんでいる。
日本での名称は、ユーラシア大陸と樺太の間の海峡の全体を間宮海峡（タタール海峡）と呼び、そのもっとも狭くなっている部分を黒龍水道と呼ぶものまたはネヴェリスコイ海峡と呼ぶものと、全体をタタール海峡と呼んで狭くなっている部分を間宮海峡と呼び、間宮海峡のロシア名をネヴェリスコイ海峡とするものがある。